# Alfredo Di Romagna
Alfredo Di Romagna, pseudonimo di Alfredo Scarponi (Rimini, 1913 – Ravenna, 1979), è stato un pittore italiano.

## Biografia
Diplomato alla scuola d'arte di Rimini, negli anni 1920 raggiunse altri riminesi a Milano, dove iniziò la sua carriera. Nel capoluogo lombardo dipinse paesaggi e partecipò a diverse esposizioni.
Nel 1958, dopo il matrimonio, si trasferì a Ravenna, la città della moglie, dove visse fino alla morte. 

Mantenne un forte legame con la città natale: la sua ultima personale si tenne a Rimini nel 1976, tre anni prima della morte.

## Opere
Fu autore di ritratti e soprattutto di vedute di Milano.
 
Sue opere figurano nelle collezioni d'arte della Fondazione Cariplo e della Galleria d'arte moderna di Milano.